# پیر قولو اوبا
پیرقولو اوبا (به لاتین: Pirquluoba) یک منطقه مسکونی در جمهوری آذربایجان است که در شهرستان خاچماز واقع شده‌است. پیر قولو اوبا ۲۸۴۱ نفر جمعیت دارد.